# 두뿔난초
두뿔난초(--蘭草, 학명: Diceratostele gabonensis 디케라토스텔레 가보넨시스[*])는 마디난초족의 단형 아족인 두뿔난초아족(--蘭草亞族, 학명: Diceratostelinae 디케라토스텔리나이[*])의 단형 속인 두뿔난초속(--蘭草屬, 학명: Diceratostele 디케라토스텔레[*])에 속하는 유일한 종이다. 속명인 "디케라토스텔레"는 고대 그리스어로 "둘"을 뜻하는 "디스(δίς)와 "뿔"을 뜻하는 "케라스(κέρας), "곧게 선 석판이나 기둥"을 뜻하는 (따라서 식물학에서는 "중심주"를 뜻하는) "스텔레(στήλη)"를 조합해 만든 말이다. 라틴어 종소명인 "가보넨시스"는 "가봉의"라는 뜻이다.